# Araripina (tiểu vùng)
Araripina là một tiểu vùng thuộc bang Pernambuco, Brasil. Tiều vùng này có diện tích 11614 km², dân số năm 2007 là 276970 người.